# Julian Przyboś
Julian Przyboś (sinh ngày 5 tháng 3 năm 1901 - mất ngày 6 tháng 10 năm 1970) là một nhà thơ, nhà tiểu luận và dịch giả người Ba Lan.

## Tiểu sử
Przyboś xuất thân trong một gia đình nông dân tại làng Gwoźnica gần Strzyżów. Năm 1920, ông tham gia vào chiến tranh giữa Ba Lan và Liên Xô. Trong những năm 1920 - 1923, ông theo học chuyên ngành tiếng Ba Lan tại Đại học Jagiellonia ở Kraków. Sau đó, ông tham gia giảng dạy tại Sokal (1923–1925), Chrzanów (1925–1927), và Cieszyn (1927–1939). Tại Cieszyn, ông đã xuất bản các tác phẩm của mình trên tạp chí văn học Zaranie Śląskie (The Dawn of Silesia) (1929–1938).
Przyboś chuyển đến Lviv vào tháng 12 năm 1939. Vào năm 1941, ông bị bắt giữ bởi Gestapo, lực lượng cảnh sát ngầm của Đức Quốc Xã. Sau Thế chiến thứ hai, ông là thành viên của Đảng Công nhân Ba Lan và sau đó là Đảng Công nhân Thống nhất Ba Lan. Ông giữ vai trò là nhà ngoại giao ở Thuỵ Sĩ vào khoảng thời gian từ năm 1947 đến năm 1951. Sau cuộc Cách mạng Hungary năm 1956, Przyboś rời Đảng Công nhân Thống nhất Ba Lan.

## Tác phẩm
- Śruby (1925)
- Oburącz (1926)
- Z ponad (1930)
- W głąb las (1932)
- Równanie serca (1938)
- Póki my żyjemy (1944)
- Miejsce na ziemi (1945)
- Czytając Mickiewicza (1950)
- Rzut pionowy (1952) - tập thơ
- Najmniej słów. Poezje. Materiały poetyckie. Objaśnienia (1955)
- Linia i gwar, vol. 1-2 (1956)
- Narzędzie ze światła (1958)
- Więcej o manifest (1962)
- Sens poetycki (1963)
- Na znak (1965)
- Kwiat nieznany (1968)